# Kościół Świętych Apostołów Piotra i Pawła w Grodzicznie
Kościół Świętych Apostołów Piotra i Pawła – rzymskokatolicki kościół parafialny należący do dekanatu Rybno Pomorskie diecezji toruńskiej.
Źródła informują o rozpoczęciu budowy świątyni w 1340 roku. Murowany z cegły gotycki kościół został konsekrowany przez biskupa chełmińskiego Jana Kropidłę w 1400 roku. Podczas wojen krzyżacko - polskich w XV wieku świątynia została poważnie zniszczona. Odbudowana została w 1500 roku.
Jednonawowe wnętrze budowli jest nakryte drewnianym stropem kasetonowym, podpartym czterema drewnianymi kolumnami. Wyposażenie kościoła pochodzi głównie z XVII i XVIII wieku. W 1739 roku cała świątynia została odnowiona i wyposażona w stylu barokowym. Na przełomie XIX i XX wieku kościół otrzymał organy, ambonę, konfesjonały, chrzcielnicę, stacje Drogi Krzyżowej i witraże, natomiast drewniana podłoga została wymieniona na płyty cementowe. Najciekawszym elementem wyposażenia jest ołtarz główny wykonany około 1740 roku z obrazem Matki Bożej z Dzieciątkiem namalowanym w połowie XVII wieku. W latach 1994–2001 świątynia przeszła kapitalny remont. Zostały wyremontowane ściany i tynki wewnętrzne kościoła, została założona nowa instalacja elektryczna i nagłaśniająca. Została położona nowa posadzka marmurowa z ogrzewaniem posadzkowym. Zostały wykonane nowe ławki z drewna modrzewiowego.